# Laurence Olivier Award for Best New Play
Der Laurence Olivier Award for Best New Play (deutsch: Laurence Olivier Award für das beste neue Theaterstück) ist ein britischer Theater- und Musicalpreis, der erstmals 1976 vergeben wurde.

## Geschichte und Hintergrund
Die Laurence Olivier Awards werden seit 1976 jährlich in zahlreichen Kategorien von der Society of London Theatre vergeben. Sie gelten als höchste Auszeichnung im britischen Theater und sind vergleichbar mit den Tony Awards am amerikanischen Broadway. Ausgezeichnet werden herausragende Darsteller und Produktionen einer Theatersaison, die im Londoner West End zu sehen waren. Die Nominierten und Gewinner der Laurence Olivier Awards „werden jedes Jahr von einer Gruppe angesehener Theaterfachleute, Theaterkoryphäen und Mitgliedern des Publikums ausgewählt, die wegen ihrer Leidenschaft für das Londoner Theater“ bekannt sind. Eine der Preiskategorien ist der Laurence Olivier Award for Best New Play. Er wird seit 1976 vergeben und hieß ursprünglich Laurence Olivier Award for Play of the Year.

## Gewinner und Nominierte
Die Übersicht der Gewinner und Nominierten listet pro Jahr die nominierten Theaterstücke und Schriftsteller. Der Gewinner eines Jahres ist grau unterlegt und fett angezeigt.

### 1976–1979
| Jahr                     | Theaterstück                                       | Schriftsteller                        |
| 1976                     |                                                    |                                       |
| ------------------------ | -------------------------------------------------- | ------------------------------------- |
| 1976                     | Dear Daddy                                         | Denis Cannan                          |
| 1976                     | For King and Country                               | John Wilson                           |
| 1976                     | Funny Peculiar                                     | Mike Stott                            |
| 1976                     | Old World                                          | Aleksei Arbuzov und Ariadne Nicolaeff |
| 1977                     |                                                    |                                       |
| The Fire that Consumes   | Henry de Montherlant, Vivian Cox und Bernard Miles |                                       |
| Cause Célèbre            | Terence Rattigan                                   |                                       |
| Dusa, Fish, Stas and Vi  | Pam Gems                                           |                                       |
| State of Revolution      | Robert Bolt                                        |                                       |
| 1978                     |                                                    |                                       |
| Whose Life is It Anyway? | Brian Clark                                        |                                       |
| Half-Life                | Julian Mitchell                                    |                                       |
| Lark Rise                | Flora Thompson und Keith Dewhurst                  |                                       |
| Plenty                   | David Hare                                         |                                       |
| 1979                     |                                                    |                                       |
| Betrayal                 | Harold Pinter                                      |                                       |
| Night and Day            | Tom Stoppard                                       |                                       |
| The Crucifer of Blood    | Arthur Conan Doyle und Paul Giovanni               |                                       |
| Undiscovered Country     | Arthur Schnitzler und Tom Stoppard                 |                                       |

### 1980–1989
| Jahr                           | Theaterstück                                  | Schriftsteller                  |
| 1980                           |                                               |                                 |
| ------------------------------ | --------------------------------------------- | ------------------------------- |
| 1980                           | The Life and Adventures of Nicholas Nickleby  | Charles Dickens und David Edgar |
| 1980                           | A Lesson from Aloes                           | Athol Fugard                    |
| 1980                           | Duet for One                                  | Tom Kempinski                   |
| 1980                           | The Dresser                                   | Ronald Harwood                  |
| 1981                           |                                               |                                 |
| Children of a Lesser God       | Mark Medoff                                   |                                 |
| Passion Play                   | Peter Nichols                                 |                                 |
| Translations                   | Brian Friel                                   |                                 |
| Quartermaine’s Terms           | Simon Gray                                    |                                 |
| 1982                           |                                               |                                 |
| Another Country                | Julian Mitchell                               |                                 |
| Insignificance                 | Terry Johnson                                 |                                 |
| 84, Charing Cross Road         | Helene Hanff und James Roose-Evans            |                                 |
| Our Friends in the North       | Peter Flannery                                |                                 |
| 1983                           |                                               |                                 |
| Glengarry Glen Ross            | David Mamet                                   |                                 |
| Pack of Lies                   | Hugh Whitemore                                |                                 |
| The Slab Boys Trilogy          | John Byrne                                    |                                 |
| Tales from Hollywood           | Christopher Hampton                           |                                 |
| 1984                           |                                               |                                 |
| Benefactors                    | Michael Frayn                                 |                                 |
| "Master Harold"...and the Boys | Athol Fugard                                  |                                 |
| Poppie Nongena                 | Elsa Joubert, Sandra Kotze und Hilary Blecher |                                 |
| Rat in the Skull               | Ron Hutchinson                                |                                 |
| 1985                           |                                               |                                 |
| Red Noses                      | Peter Barnes                                  |                                 |
| Doomsday                       | Tony Harrison                                 |                                 |
| The Road to Mecca              | Athol Fugard                                  |                                 |
| Torch Song Trilogy             | Harvey Fierstein                              |                                 |
| 1986                           |                                               |                                 |
| Les Liaisons Dangereuses       | Christopher Hampton                           |                                 |
| The American Clock             | Arthur Miller                                 |                                 |
| The Normal Heart               | Larry Kramer                                  |                                 |
| Ourselves Alone                | Anne Devlin                                   |                                 |
| 1987                           |                                               |                                 |
| Serious Money                  | Caryl Churchill                               |                                 |
| Lettice and Lovage             | Peter Shaffer                                 |                                 |
| A Lie of the Mind              | Sam Shepard                                   |                                 |
| Sarcophagus                    | Vladimir Gubaryev                             |                                 |
| 1988                           |                                               |                                 |
| Our Country’s Good             | Timberlake Wertenbaker                        |                                 |
| A Walk in the Woods            | Lee Blessing                                  |                                 |
| Mrs. Klein                     | Nicholas Wright                               |                                 |
| The Secret Rapture             | David Hare                                    |                                 |
| 1989/1990                      |                                               |                                 |
| Racing Demon                   | David Hare                                    |                                 |
| Ghetto                         | Joshua Sobol                                  |                                 |
| Man of the Moment              | Alan Ayckbourn                                |                                 |
| Shadowlands                    | William Nicholson                             |                                 |

### 1990–1999
| Jahr                             | Theaterstück                           | Schriftsteller      |
| 1991                             |                                        |                     |
| -------------------------------- | -------------------------------------- | ------------------- |
| 1991                             | Dancing at Lughnasa                    | Brian Friel         |
| 1991                             | Singer                                 | Peter Flannery      |
| 1991                             | The Trackers of Oxyrhynchus            | Tony Harrison       |
| 1991                             | White Chameleon                        | Christopher Hampton |
| 1992                             |                                        |                     |
| Death and the Maiden             | Ariel Dorfman                          |                     |
| Angels in America                | Tony Kushner                           |                     |
| The Madness of George III        | Alan Bennett                           |                     |
| Three Birds Alighting on a Field | Timberlake Wertenbaker                 |                     |
| 1993                             |                                        |                     |
| Six Degrees of Separation        | John Guare                             |                     |
| Someone Who’ll Watch Over Me     | Frank McGuinness                       |                     |
| The Gift of the Gorgon           | Peter Shaffer                          |                     |
| The Street of Crocodiles         | Bruno Schulz und Theatre de Complicite |                     |
| 1994                             |                                        |                     |
| Arcadia                          | Tom Stoppard                           |                     |
| Oleanna                          | David Mamet                            |                     |
| Angels in America: Perestroika   | Tony Kushner                           |                     |
| The Last Yankee                  | Arthur Miller                          |                     |
| 1995                             |                                        |                     |
| Broken Glass                     | Arthur Miller                          |                     |
| Dealer’s Choice                  | Patrick Marber                         |                     |
| 900 Oneonta                      | David Beaird                           |                     |
| Three Tall Women                 | Edward Albee                           |                     |
| 1996                             |                                        |                     |
| Skylight                         | David Hare                             |                     |
| Pentecost                        | David Edgar                            |                     |
| The Steward of Christendom       | Sebastian Barry                        |                     |
| Taking Sides                     | Ronald Harwood                         |                     |
| 1997                             |                                        |                     |
| Stanley                          | Pam Gems                               |                     |
| The Beauty Queen of Leenane      | Martin McDonagh                        |                     |
| Blinded by the Sun               | Stephen Poliakoff                      |                     |
| The Herbal Bed                   | Peter Whelan                           |                     |
| 1998                             |                                        |                     |
| Closer                           | Patrick Marber                         |                     |
| Amy’s View                       | David Hare                             |                     |
| Hurlyburly                       | David Rabe                             |                     |
| The Invention of Love            | Tom Stoppard                           |                     |
| Tom & Clem                       | Stephen Churchett                      |                     |
| 1999                             |                                        |                     |
| The Weir                         | Conor McPherson                        |                     |
| The Blue Room                    | David Hare                             |                     |
| Copenhagen                       | Michael Frayn                          |                     |
| The Unexpected Man               | Yasmina Reza                           |                     |

### 2000–2009
| Jahr                           | Theaterstück                  | Schriftsteller    |
| 2000                           |                               |                   |
| ------------------------------ | ----------------------------- | ----------------- |
| 2000                           | Goodnight Children Everywhere | Richard Nelson    |
| 2000                           | Perfect Days                  | Liz Lochhead      |
| 2000                           | Rose                          | Martin Sherman    |
| 2000                           | The Lady in the Van           | Alan Bennett      |
| 2000                           | Three Days of Rain            | Richard Greenberg |
| 2001                           |                               |                   |
| Blue/Orange                    | Joe Penhall                   |                   |
| Dolly West’s Kitchen           | Frank McGuinness              |                   |
| Life x 3                       | Yasmina Reza                  |                   |
| My Zinc Bed                    | David Hare                    |                   |
| 2002                           |                               |                   |
| Jitney                         | August Wilson                 |                   |
| Boy Gets Girl                  | Rebecca Gilman                |                   |
| Gagarin Way                    | Gregory Burke                 |                   |
| Humble Boy                     | Charlotte Jones               |                   |
| Mouth to Mouth                 | Kevin Elyot                   |                   |
| 2003                           |                               |                   |
| Vincent in Brixton             | Nicholas Wright               |                   |
| Jesus Hopped the ’A’ Train     | Stephen Adly Guirgis          |                   |
| The Coast of Utopia            | Tom Stoppard                  |                   |
| The York Realist               | Peter Gill                    |                   |
| 2004                           |                               |                   |
| The Pillowman                  | Martin McDonagh               |                   |
| Democracy                      | Michael Frayn                 |                   |
| Elmina’s Kitchen               | Kwame Kwei-Armah              |                   |
| Hitchcock Blonde               | Terry Johnson                 |                   |
| 2005                           |                               |                   |
| The History Boys               | Alan Bennett                  |                   |
| By the Bog of Cats             | Marina Carr                   |                   |
| Festen                         | David Eldridge                |                   |
| The Goat, or Who Is Sylvia?    | Edward Albee                  |                   |
| 2006                           |                               |                   |
| On the Shore of the Wide World | Simon Stephens                |                   |
| Coram Boy                      | Helen Edmundson               |                   |
| Harvest                        | Richard Bean                  |                   |
| Paul                           | Howard Brenton                |                   |
| 2007                           |                               |                   |
| Blackbird                      | David Harrower                |                   |
| Frost/Nixon                    | Peter Morgan                  |                   |
| Rock ’n’ Roll                  | Tom Stoppard                  |                   |
| The Seafarer                   | Conor McPherson               |                   |
| 2008                           |                               |                   |
| A Disappearing Number          | Simon McBurney                |                   |
| The Reporter                   | Nicholas Wright               |                   |
| Vernon God Little              | Tanya Ronder                  |                   |
| War Horse                      | Nick Stafford                 |                   |
| 2009                           |                               |                   |
| Black Watch                    | Gregory Burke                 |                   |
| August: Osage County           | Tracy Letts                   |                   |
| The Pitmen Painters            | Lee Hall                      |                   |
| That Face                      | Polly Stenham                 |                   |

### 2010–2019
| Jahr                                              | Theaterstück                     | Schriftsteller  |
| 2010                                              |                                  |                 |
| ------------------------------------------------- | -------------------------------- | --------------- |
| 2010                                              | The Mountaintop                  | Katori Hall     |
| 2010                                              | ENRON                            | Lucy Prebble    |
| 2010                                              | Jerusalem                        | Jez Butterworth |
| 2010                                              | Red                              | John Logan      |
| 2011                                              |                                  |                 |
| Clybourne Park                                    | Bruce Norris                     |                 |
| End of the Rainbow                                | Peter Quilter                    |                 |
| The Little Dog Laughed                            | Douglas Carter Beane             |                 |
| Sucker Punch                                      | Roy Williams                     |                 |
| Tribes                                            | Nina Raine                       |                 |
| 2012                                              |                                  |                 |
| Collaborators                                     | John Hodge                       |                 |
| Jumpy                                             | April De Angelis                 |                 |
| One Man, Two Guvnors                              | Richard Bean                     |                 |
| The Ladykillers                                   | Graham Linehan                   |                 |
| 2013                                              |                                  |                 |
| The Curious Incident of the Dog in the Night-Time | Simon Stephens                   |                 |
| Constellations                                    | Nick Payne                       |                 |
| The Audience                                      | Peter Morgan                     |                 |
| This House                                        | James Graham                     |                 |
| 2014                                              |                                  |                 |
| Chimerica                                         | Lucy Kirkwood                    |                 |
| 1984                                              | Robert Icke und Duncan Macmillan |                 |
| The Night Alive                                   | Conor McPherson                  |                 |
| Peter and Alice                                   | John Logan                       |                 |
| 2015                                              |                                  |                 |
| King Charles III                                  | Mike Bartlett                    |                 |
| Taken at Midnight                                 | Mark Hayhurst                    |                 |
| The Nether                                        | Jennifer Haley                   |                 |
| Wolf Hall / Bring up the Bodies                   | Hilary Mantel und Mike Poulton   |                 |
| 2016                                              |                                  |                 |
| Hangmen                                           | Martin McDonagh                  |                 |
| Farinelli and the King                            | Claire van Kampen                |                 |
| People, Places and Things                         | Duncan Macmillan                 |                 |
| The Father                                        | Florian Zeller                   |                 |
| 2017                                              |                                  |                 |
| Harry Potter and the Cursed Child                 | Jack Thorne                      |                 |
| Elegy                                             | Nick Payne                       |                 |
| The Flick                                         | Annie Baker                      |                 |
| One Night in Miami                                | Kemp Powers                      |                 |
| 2018                                              |                                  |                 |
| The Ferryman                                      | Jez Butterworth                  |                 |
| Ink                                               | James Graham                     |                 |
| Network                                           | Lee Hall                         |                 |
| Oslo                                              | J. T. Rogers                     |                 |
| 2019                                              |                                  |                 |
| The Inheritance                                   | Matthew Lopez                    |                 |
| The Lehman Trilogy                                | Stefano Massini                  |                 |
| Misty                                             | Arinzé Kene                      |                 |
| Sweat                                             | Lynn Nottage                     |                 |

### Seit 2020
| Jahr                                                                   | Theaterstück                     | Schriftsteller |
| ---------------------------------------------------------------------- | -------------------------------- | -------------- |
| 2020                                                                   | Best of Enemies von James Graham |                |
| 2020                                                                   | Leopoldstadt                     | Tom Stoppard   |
| 2020                                                                   | A Very Expensive Poison          | Lucy Prebble   |
| 2020                                                                   | The Doctor                       | Robert Icke    |
| 2020                                                                   | The Ocean at the End of the Lane | Joel Horwood   |
| 2021/2022                                                              |                                  |                |
| Life of Pi (auf Basis des Originalwerkes von Yann Martel)              | Lolita Chakrabarti               |                |
| 2:22 A Ghost Story                                                     | Danny Robins                     |                |
| Best of Enemies                                                        | James Graham                     |                |
| Cruise                                                                 | Jack Holden                      |                |
| 2023                                                                   |                                  |                |
| Prima Facie                                                            | Suzie Miller                     |                |
| For Black Boys Who Have Considered Suicide When the Hue Gets Too Heavy | Ryan Calais Cameron              |                |
| Patriots                                                               | Peter Morgan                     |                |
| To Kill a Mockingbird (auf Basis des Buches von Harper Lee)            | Aaron Sorkin                     |                |
| 2024                                                                   |                                  |                |
| Dear England                                                           | James Graham                     |                |
| The Hills of California                                                | Jez Butterworth                  |                |
| The Motive and the Cue                                                 | Jack Thorne                      |                |
| Till the Stars Come Down                                               | Beth Steel                       |                |

## Statistik

### Mehrfache Nominierungen
- 7 Nominierungen: David Hare und Tom Stoppard
- 3 Nominierungen: Athol Fugard, Christopher Hampton, Conor McPherson und Martin McDonagh
- 2 Nominierungen: Jez Butterworth, David Edgar, Michael Frayn, Brian Friel, Pam Gems, Ronald Harwood, Terry Johnson, Julian Mitchell, Frank McGuinness und Simon Stephens

### Mehrfache Gewinne
- 2 Gewinne: David Hare, Martin McDonagh, Simon Stephens und Tom Stoppard